# Scene of "ALMA"
Scene of "ALMA"（シーンオブ"アルマ"）は、ACIDMANの12作目のDVD作品。

## 概要
ACIDMANのビデオクリップ集の1つであるが、本作ではミュージックビデオは3曲と少なくなっており、オオキノブオの旅行の模様を収録したDSC1と、ミュージックビデオ3曲とドキュメント映像で構成されるDISC2の2枚組となっている。

## 収録映像

### DISC1
- オオキノブオ チリ＆ボリビア紀行（旅仲間による副音声解説付き）

### DISC2
- DEAR FREEDOM (MUSIC CLIP)
- ALMA (MUSIC CLIP)
- 2145年 (MUSIC CLIP)
- Document 2009～2010